# Ільїн Андрій Миколайович
Андрі́й Микола́йович Ільї́н (нар. 28 серпня 1983 — пом. 22 січня 2015) — лейтенант Збройних сил України, учасник російсько-української війни.

## Життєпис
Закінчив Світловодську ЗОШ № 10, одним із перших у школі оволодів комп'ютерною грамотою; займався спортом. Проживав у місті Кременчук, останнім часом працював в одній з міських телекомунікаційних компаній.
Призваний за мобілізацією у березні 2014 року, лейтенант, командир взводу 17-го окремого мотопіхотного батальйону 57-ї окремої мотопіхотної бригади.
Загинув на блокпосту поблизу міста Горлівка — 22 січня 2015-го під час вчиненого російськими збройними формуваннями масованого артилерійського обстрілу блокпоста під ногами лейтенанта Ільїна розірвався снаряд.
Тіло Андрія довго не могли вивезти з території, яку контролювали російські терористи.
11 лютого 2015-го похований на Ревівському кладовищі Світловодська.
Без сина лишились батьки.

## Нагороди та вшанування
- Указом Президента України № 270/2015 від 15 травня 2015 року, «за особисту мужність і високий професіоналізм, виявлені у захисті державного суверенітету та територіальної цілісності України, вірність військовій присязі», нагороджений орденом Богдана Хмельницького III ступеня (посмертно)[1].
- Рішенням Полтавської обласної ради від 21 жовтня 2015 року нагороджений відзнакою «За вірність народу України» І ступеня (посмертно).
- Указом № 23 від 9 червня 2017 р. нагороджений відзнакою «Народний Герой України» (посмертно)[2].
- 8 червня 2015 у Світловодську відкриті дві меморіальні дошки честі Андрія Ільїна — на під'їзді будинку (вулиця Ілліча, 3), де він мешкав герой та де проживають його батьки. Друга меморіальна дошка відкрита на фасаді ЗОШ № 10[3].
- Вшановується в меморіальному комплексі «Зала пам'яті», в щоденному ранковому церемоніалі 22 січня[4][5].